# Portret van Helena van der Schalcke
Portret van Helena van der Schalcke is een schilderij van de Nederlandse barokke genreschilder Gerard ter Borch II.

## Voorstelling
Op het schilderij staat Helena van der Schalcke afgebeeld toen zij twee jaar oud was. Ze leefde van 1646 tot 1671. Het meisje heeft haar mooiste jurk aan, versierd met kant en strikken. Ook draagt ze een grote gouden ketting en chique kleding met een rieten damestasje. Ze is afgebeeld als een kleine volwassene. 
Helena van der Schalcke was het dochtertje van de lakenkoopman Gerard van der Schalcke en zijn vrouw Johanna Bardoel. Ook zij zijn door Ter Borch geportretteerd. Op het schilderij heeft Helena een rode anjer in haar hand. Deze bloem komt vaker voor op portretten uit die tijd. Een anjer is een symbool van de wederopstanding en de hoop op een eeuwig leven. 
Helena draagt een lange, wijde jurk van witte zijde. Ter Borgh heeft veel aandacht besteed aan de weergave van de stof. Door verftoetsen van zachtroze tot blauwgrijs heeft hij het wit verlevendigd. 
Het was in de zeventiende eeuw gebruikelijk dat kinderen op jonge leeftijd jurkjes droegen, zowel meisjes als jongens. De kledingstukken waren destijds kleine kopieën van die voor volwassen vrouwen. Toch was er een verschil: op de rug hingen vaak lange linten waarmee het kind kon worden vastgehouden, zogenaamde leibanden. Ook op Helena's rug zijn deze te zien.  
Het interieur waarin Helena is afgebeeld, is geheel leeg. Zelfs de scheiding tussen de vloer en de muur is vaag. Ter Borch geeft zijn portretten vaak deze lege, neutrale achtergrond. Op deze manier leidt niets de aandacht af van de geportretteerde. 

## Herkomst
Het werk is sinds 1898 in het bezit van het Rijksmuseum Amsterdam.